# Zalaszántó
Zalaszántó ist eine ungarische Gemeinde im Kreis Keszthely im Komitat Zala. Sie liegt in Westtransdanubien zwischen Hévíz und Sümeg.

## Geschichte
Erstmals erwähnt wurde Zalaszántó im Jahr 1236, Mitte des 16. Jahrhunderts war das Dorf von Türken belagert. Im 19. und 20. Jahrhundert nahm die Bevölkerung Zalaszántós deutlich zu; nach dem Zweiten Weltkrieg war ein Rückgang der Bevölkerung zu verzeichnen. Erst in den 1990er Jahren drehte sich dieser Trend um.

## Sehenswürdigkeiten

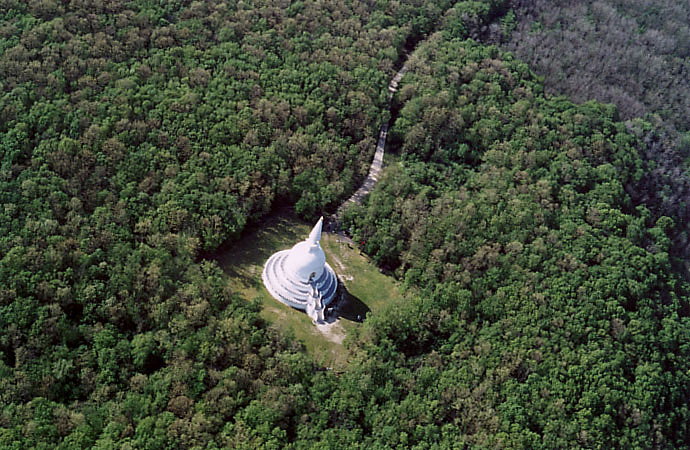
Luftaufnahme der Friedens-Stupa Zalaszántó

Oberhalb der Gemeinde auf dem Berg Kovacs befindet sich der Park der Menschenrechte, der eine 1992 erbaute buddhistische Friedens-Stupa enthält.
Zu den Sehenswürdigkeiten des Ortes gehört die Römisch-katholische Kirche Szent Kozma és Damján, deren erste Bauten aus dem Jahre 1236 stammen, die romanische Kapelle Szeplőtelen Fogantatás aus dem Jahre 1441 sowie die Kapelle Derékhegyi Szent Donát, die 1914 erbaut wurde.
Auf einem weiteren Berg nahe Zalaszántó befinden sich die Ruinen der Burg Tatika.

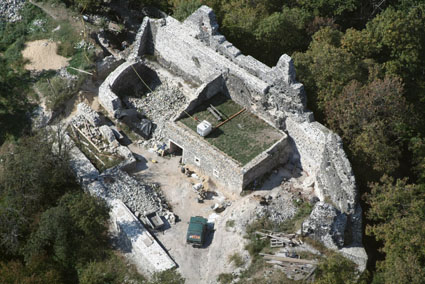
Luftaufnahme der Burg Tatika